# Домашнее видео: Только для взрослых
«Домашнее видео: Только для взрослых» (англ. Sex Tape) — американская комедия 2014 года режиссёра и сценариста Джейка Кэздана с участием Камерон Диас и Джейсона Сигела. Мировая премьера фильма состоялась 18 июля 2014 года, в России — 24 июля .

## Сюжет
Джей и Энни Харгроув — супружеская пара, которая, имея двоих детей, занимается сексом при любой возможности. После того, как у Джея возникают проблемы с эрекцией, Энни предлагает снять домашнее видео. Они снимаются на камеру, занимаясь сексом в каждой позиции, описанной в книге «Радость секса». Когда видео сделано, Энни просит Джея удалить запись, которую они ненавидят, но вместо этого он непреднамеренно синхронизирует видео с несколькими iPad, которые пара раздала в течение долгого времени. Не сумев удалить запись из облака, они решили вернуть все подаренные iPad, что привело к серии неловких встреч и звонков.
После того, как пара забрала iPad и удалили видео, сын их друга угрожает загрузить копию их домашнего видео на YouPorn, если они не дадут ему 25 000 долларов. У пары нет такой суммы, поэтому они врываются в штаб-квартиру YouPorn и начинают уничтожать веб-сервера. Их план быстро срывается, когда звучит тревога. Владелец и его друзья противостоят им и угрожают вызвать полицию, но соглашаются не делать этого в обмен на 15 000 долларов, чтобы покрыть ущерб. Владелец также удаляет их видео и объясняет, что все, что им нужно было сделать, чтобы удалить видео, — это отправить ему по электронной почте запрос на такое удаление. После того, как они удалили все, кроме одной копии видео, Джей и Энни решили посмотреть видео еще раз. После этого они берут флешку с видео, выходят на улицу, разбивают его молотком,бросают в огонь, измельчают в блендере и закапывают останки.

## В ролях
| Актёр            | Роль                    |
| ---------------- | ----------------------- |
| Камерон Диас     | Энни                    |
| Джейсон Сигел    | Джей                    |
| Роб Лоу          | Хэнк                    |
| Джолин Блэлок    | Каталина                |
| Нат Факсон       | Макс                    |
| Нэнси Ленехан    | Линда                   |
| Элли Кемпер      | Тесс                    |
| Роб Кордри       | Бобби                   |
| Рэндалл Парк     | Эдвард                  |
| Мелисса Паоло    | Рози                    |
| Харрисон Хольцер | Ховард сын Теси и Бобби |
| Жизель Эйзенбрег | Нелл дочь Энни и Джея   |
| Джек Блэк        | владелец YouPorn        |